# Емилия Митрофанова Ценова
Емилия Ценова е български писател, археолог и общественик. 

## Биография
През годините д-р Емилия Ценова е заемала поста Директор към Историческия музей - Ботевград, участва в редица археологически разкопки и експедиции. От 2016 г. до смъртта си е част от екипа на Национален исторически музей в София. Винаги е работила активно за родния Ботевград и съхраняването на културно му наследство.

### Произход
Родена е на 13 септември 1961 г. в гр. Ботевград, България в семейството на Йотка Велева (26.02.1938 - 12.10.2019 г.) и Митрофан Велев (07.10.1934 г. - 30.10.2020 г.)- журналист, писател, поет, общественик и председател на Литературен клуб "Стамен Панчев" - Ботевград в продължение на 48 години.

### Образование
Емилия Ценова завършва „История и археология“ във Великотърновски университет "Св. св. Кирил и Методий", магистратура „Археология“ в Нов български университет, а впоследствие защитава докторска степен по „История и археология“ в Нов български университет на тема "Пространство и функционални аспекти на централния градски площад в Долна Мизия и Тракия в границите на съвременна България (I-III век)". 

## Кариера
Д-р Ценова е автор, съставител, редактор и издател на повече от 45 книги от различни жанрове и на над 90 статии и научни публикации. Съставител е на книгите "Община Ботевград", "Народни песни от Ботевград и Ботевградско" , "Из миналото на Мирково" и "Недельо Иванов - просветителят, духовникът, революционерът" (книгата представя живота и делото на поп Недельо Иванов, който е сред възрожденските дейци, оставящи трайна следа в националната ни история.) 
Сценарист е на няколко документални филма, сред които “Червено море, свещените води на избраните”, “Евксиноград, приказният морски замък”, “Резиденция Бояна, завръщане от миналото”, “Музеите на Варна” и др.
Д-р Емилия Ценова е заемала поста Директор към Историческия музей - Ботевград. От 2016 г. до смъртта си е част от екипа на Национален исторически музей в София.
Проучвател е на Антично селище (I-III век), край Ботевград по недеструктивен и дистанционен метод. Участва в множество археологически експедиции и разкопки на територията на България. 
Куратор е на над 50 местни, регионални, национални и международни художествени изложби. 
За периода от 1996 г. - 2002 г. е директор на Фондация "Ботевград", чиято дейност е проучване и популяризиране на миналото на региона, като успява да организира събирането и изпращането на над 1300 тома литература и учебници за Р Молдова и западните покрайнини. 

## Признание и отличия
Носител е на редица международни и национални награди, сред които:
- 2013 г. - Юбилеен медал „135 години от Освобождението на България“ - отличие от Народно събрание на Република България за принос в утвърждаването на модерната българска държавност през 2013 г.
- 2006 г. - Награда за принос към обществото от Английския биографичен институт IBC – Oxford English Dictionary / 2000 outstanding intellectuals of the 21st Century.
- 2006 г. - Награда за доминиращо влияние върху обществото „Great Women of the 21st Century” от American Biographical Institute (ABI)
- 2005 г. - Награда за активна проучвателна дейност от Център за Българистика
- 1999 г. - Награда за проект "Ботевград - път към бъдещия век" от НСОРБ
- 1997 г. - Награда за проект "Манастирите в община Ботевград XII-XIV век" от фондация Отговорно общество